# Аксурское сельское поселение
Аксурское се́льское поселе́ние — муниципальное образование в Вагайском районе Тюменской области Российской Федерации.
Административный центр — село Аксурка.

## История
Статус и границы сельского поселения установлены Законом Тюменской области от 5 ноября 2004 года № 263 «Об установлении границ муниципальных образований Тюменской области и наделении их статусом муниципального района, городского округа и сельского поселения».

## Население
| 2010 | 2011 | 2012 | 2013 | 2014 | 2015 | 2016 |
| ---- | ---- | ---- | ---- | ---- | ---- | ---- |
| 538  | ↘537 | ↘456 | ↘417 | ↘385 | ↗400 | →400 |
| 2017 | 2018 | 2019 | 2020 | 2021 | 2023 |      |
| ↗413 | ↘406 | ↘404 | ↘396 | ↘384 | ↘371 |      |

## Состав сельского поселения
| № | Населённый пункт | Тип населённого пункта       | Население |
| - | ---------------- | ---------------------------- | --------- |
| 1 | Аксурка          | село, административный центр | 297       |
| 2 | Аллагуловская    | деревня                      | 14        |
| 3 | Второсалинская   | деревня                      | 227       |